# Amadeu Antonio

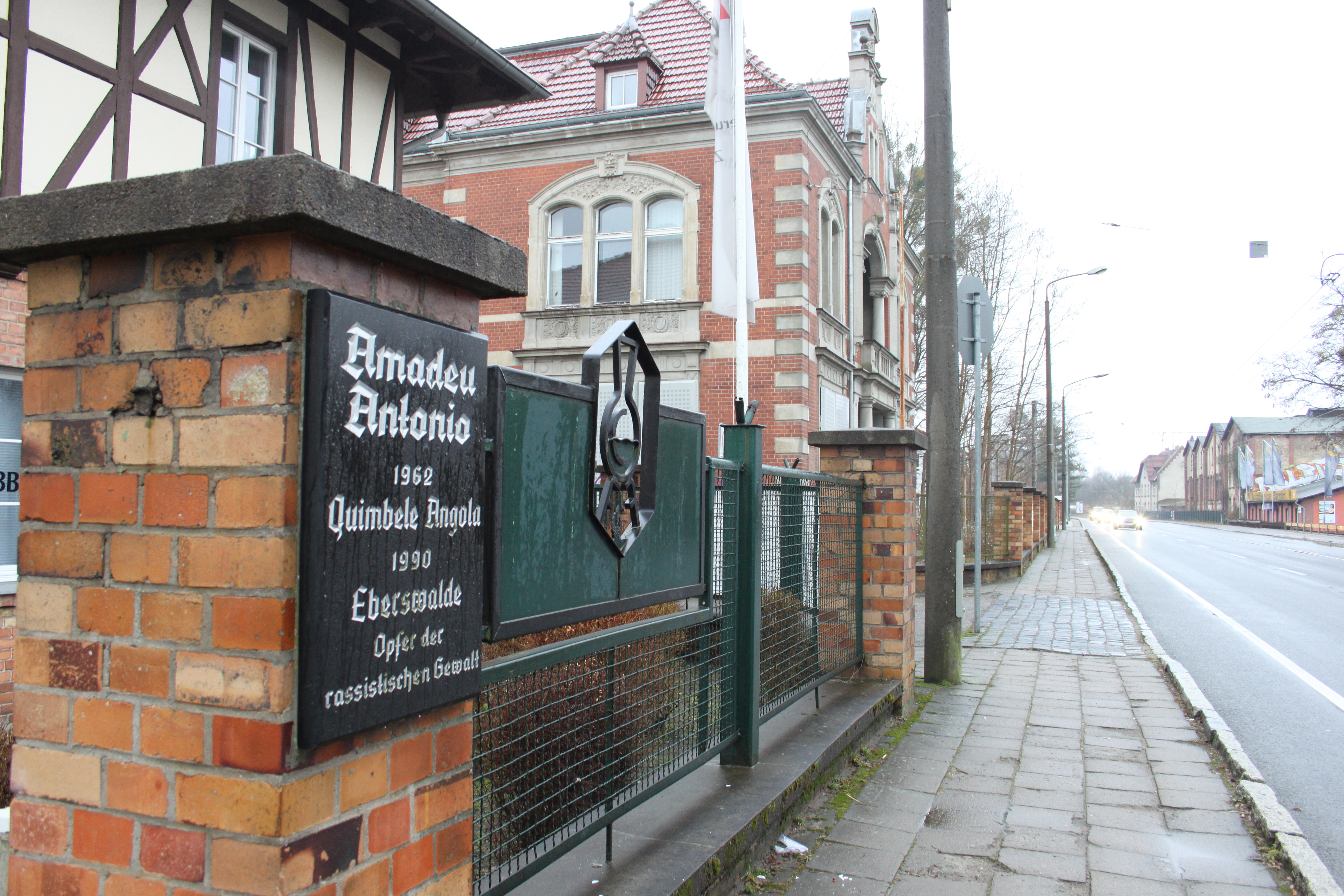
Eine Gedenktafel erinnert an der Eberswalder Straße 24a an Amadeu Antonio.

Amadeu Antonio (* 12. August 1962 in Quimbele, Angola; † 6. Dezember 1990 in Eberswalde) war ein aus Angola stammender Vertragsarbeiter. Er war eines der ersten bekannten Todesopfer rechtsextremer Gewalt in der Bundesrepublik Deutschland seit der Wiedervereinigung. Die Urteile im Gerichtsprozess gegen die Täter sind vielfach kritisiert worden. Während das Gericht die Täter wegen Körperverletzung mit Todesfolge zu maximal vier Jahren Haft verurteilte, stufen bis heute Teile der politischen Öffentlichkeit und der Medien die Tat als Mord ein. Zu seinem Gedenken wurde 1998 die Amadeu Antonio Stiftung gegründet.

## Leben
Antonio wurde 1962 in Quimbele, nordöstlich der angolanischen Hauptstadt Luanda, geboren. Er war das älteste von zwölf Kindern seiner Mutter Helena Alfonso.
Am 3. August 1987 kam Antonio mit 103 weiteren angolanischen Vertragsarbeitern in die Deutsche Demokratische Republik. Er machte sich Hoffnungen auf ein Studium der Flugzeugtechnik, wurde aber, wie damals viele angolanische Vertragsarbeiter, zum Fleischer ausgebildet. Antonio arbeitete im Schlacht- und Verarbeitungskombinat Eberswalde. Er lebte in der brandenburgischen Stadt Eberswalde, wo er auch seine Freundin kennenlernte. Die Lage des jungen Paares, das 1990 ein Kind erwartete, änderte sich schlagartig mit der Wende. In dieser Zeit verloren viele ehemalige Vertragsarbeiter ihren Arbeitsplatz. Ihr Aufenthaltsstatus war durch die Annullierung der Verträge mit den Herkunftsländern unklar.

## Tathergang
Am Abend des 24. November 1990 hatten sich rechtsextreme Skinheads aus mehreren Ortschaften in der Wohnung eines Eberswalder Neonazis versammelt. Sie taten sich mit etwa 50 weiteren Jugendlichen aus einer Diskothek zusammen, zum „Neger klatschen“, wie es einer der Angeklagten später im Prozess ausdrückte. In der Nacht vom 24. auf den 25. November 1990 traf die Gruppe auf Antonio und zwei Männer aus Mosambik. Antonio wurde von Mitgliedern der Gruppe brutal zusammengeschlagen. Einer der Täter sprang dem am Boden liegenden Antonio mit beiden Füßen auf den Kopf. Der 28-Jährige erlitt schwerste Kopfverletzungen. Er erwachte nicht mehr aus dem Koma und erlag elf Tage später den Folgen des Angriffs. Die zwei von derselben Gruppe angegriffenen Mosambikaner, die auch mit Messern attackiert wurden, konnten schwer verletzt flüchten.
Während der Tat hielten sich 20 voll ausgerüstete Polizisten in der Nähe auf, ohne einzugreifen. Drei bewaffnete Zivilpolizisten, die der Gruppe gefolgt waren, griffen ebenfalls nicht in das Geschehen ein. Einer der Polizisten sagte aus, er habe seine beiden Kollegen zurückgerufen, da er „verhindern wollte, daß diese mit der Gruppe in Konflikt geraten.“ Eine Anklage gegen die Polizisten wegen „Körperverletzung mit Todesfolge durch Unterlassen“ wurde 1994 vom Landgericht Frankfurt (Oder) unanfechtbar zurückgewiesen.

## Kontroverse um den Namen
Während anfänglich in den Medien Unklarheit bestand, ob der Name Amadeu Antonio oder Antonio Amadeu lautet, tauchte noch ein weiterer Namenszusatz auf, Amadeu Antonio Kiowa. So lautet entsprechend auch beispielsweise ein Lied von Konstantin Wecker. Auch die Amadeu-Antonio-Stiftung verwendete anfangs diesen Namenszusatz.
Am 6. Dezember 2023 erfolgte dazu eine Klarstellung auf Belltower.News von Nicholas Potter unter der Überschrift Amadeu Antonio Eine Zeitungsente namens Kiowa. Auch Konstantin Wecker änderte daraufhin den Liedtitel.

## Prozessverlauf
Das Verfahren wurde gegen sechs der Täter eröffnet. Die Genfer Internationale Juristenkommission hatte einen Beobachter geschickt, da sie befürchtete, dass die Schuld dem Opfer zugeschoben werden könnte und die Täter straffrei ausgehen könnten. Zu Verurteilungen kam es erst aufgrund der Zeugenaussage eines Mittäters, der zunächst untergetaucht war, aber dann eine Schweigevereinbarung unter den Tätern gebrochen hatte.
Von den jugendlichen Tätern wurden fünf 1992 vom Bezirksgericht Frankfurt (Oder) wegen Körperverletzung mit Todesfolge zu maximal vierjährigen Haftstrafen verurteilt, einige zu Bewährungsstrafen. Es war nicht nachzuweisen, wer die tödlichen Schläge ausgeführt hatte. 21 weitere Beteiligte, gegen die eine Strafanzeige gestellt worden war, wurden nicht verurteilt.
Die Urteile stießen in der politischen Öffentlichkeit auf Kritik. Die Brandenburger Ausländerbeauftragte Almuth Berger befürchtete, solche Urteilsbegründungen könnten geradezu als „Ermutigung für ausländerfeindliche Übergriffe gedeutet werden“. Der rheinland-pfälzische Justizminister Peter Caesar (FDP) mahnte, Gewalttaten gegen ausländische Mitbürger seien keine „jugendlichen Ganovenstücke“.
In diesem Sinne ordnete 1992 auch die Strafrechtswissenschaftlerin Monika Frommel die Tat ein:

„Spätestens als vor etwa zwei Jahren in Eberswalde der Angolaner Antonio Amadeu von Skins ermordet worden ist, war eigentlich deutlich, daß die Proteste in der ehemaligen DDR nicht nur eine Form von Jugendkrawallen sind.“

Sie äußerte Zweifel, ob die Juristen wirklich gewillt seien, „rechte und linke Straftaten nach möglichst den gleichen Kriterien zu beurteilen“. Sie attestierte Unterschiede in der Strafzumessung „rechte[r] und linke[r] Straftaten“ und bezeichnete daher die Justiz in Deutschland als „politische Justiz wie sie nach dem Ersten Weltkrieg […] geübt wurde.“.
Die Tat wurde in vielen Medien als Mord eingeordnet, außer durch Frommel unter anderem auch durch Die Zeit, die Welt am Sonntag, Spiegel Online, die taz, die Berliner Zeitung, den Norddeutschen Rundfunk, die Netzeitung, Mut gegen rechte Gewalt, das Netz gegen Nazis und die Amadeu Antonio Stiftung.

## Gedenken
An Antonio und seinen Tod ist in vielfältiger Weise erinnert worden. Um die zivile Gesellschaft gegen das Problem des Rechtsextremismus im Alltag zu stärken, wurde 1998 die nach Antonio benannte Amadeu Antonio Stiftung gegründet. Seit 2007 organisiert die Barnimer Initiative Light me Amadeu Demonstrationen und Veranstaltung gegen Fremdenfeindlichkeit und hält anlässlich des Todestages Gedenkveranstaltungen ab. Am Ort des Verbrechens wurde eine Gedenktafel für Antonio errichtet. Der afrikanische Kulturverein Palanca konzipierte eine Ausstellung zur „Geschichte der angolanischen Vertragsarbeiter in Eberswalde“. Darin wird Antonio als eine von fünf Personen porträtiert.
Der Liedermacher Konstantin Wecker widmete Antonio 1990 unter dem Titel Willy II eine Fortsetzung seines Liedes Willy, in der er die Tat beschreibt und Fremdenhass anprangert.
Anfang 2012 sammelte die Initiative „Light me Amadeu“ 926 Unterschriften von Menschen, die sich für eine Umbenennung der Straße, in der Antonio ermordet wurde, aussprachen. Diese Unterschriften wurden dem Bürgermeister übergeben. Daraufhin erschienen Mitteilungen, nach denen ebenfalls eine Liste existiert, von Menschen, die sich gegen die geplante Benennung aussprachen. Diese wurden allerdings noch nicht öffentlich übergeben. Die Entscheidung über eine Umbenennung wurde von dafür zuständigen Stadtverordneten mehrfach vertagt. Zuletzt wurde am 26. April 2012 beschlossen, die Stadtverwaltung damit zu beauftragen, ein Konzept zu entwickeln, dessen Ziel es ist „einen Weg zu einer würdigen Erinnerung“ zu schaffen. In Zusammenarbeit mit Bewohnern von Eberswalde, unter Mitwirkung von Initiativen und Politikern, legte die Stadtverwaltung den Stadtverordneten ein „Erinnerungskonzept“ vor. Darin wird der Vorschlag unterbreitet, das Bürgerbildungshaus nach Antonio zu benennen. Zudem solle die Stadt einen Preis für bürgerschaftliches Engagement ausloben. Die Gedenktafel solle eine Umgestaltung erfahren. Dieses vorgelegte Konzept wurde mit großer Mehrheit im November 2012 von den Stadtverordneten in Eberswalde angenommen. Das Bürgerbildungszentrum wurde am 9. August 2014 eröffnet. Neben der dort ansässigen Stadtbibliothek engagieren sich in dem Gebäude zahlreiche Vereine und Bildungsinitiativen.

## Familie
Antonio hinterließ seine hochschwangere Partnerin Gabriele Schimansky. Kurze Zeit später, am 9. Januar 1991, gebar sie einen Sohn, der, nach Antonio, Amadeu benannt wurde. Am gleichen Tag wurde Antonios Leichnam nach Angola überführt. Dort wurde er auf dem Friedhof von Sant’Ana in Luanda beigesetzt. Seit dem 3. September 2011 ziert ein Holzkreuz das vorher lediglich durch Erde bedeckte Grab.
Schimansky und ihr Sohn waren in Eberswalde weiteren Anfeindungen ausgesetzt. So wurde unter anderem der Kinderwagen mit Hakenkreuzen beschmiert und später zerstört. Schimansky heiratete später einen Kongolesen, Ngoy Mukendi, mit dem sie drei weitere Kinder bekam. Sie nahm den Nachnamen ihres Mannes, Mukendi, an. Die Familie verließ Eberswalde und zog nach Berlin. Gabriele Mukendi starb 2015. Die Todesursache wurde nicht öffentlich bekannt. Ihr Sohn Amadeu Schimansky lebte 2015 in Eberswalde und spielte für den örtlichen Fußballverein FV Preussen.
Antonios Mutter, Helena Alfonso, die dem Volk der Bakongo angehört, lebt mit ihrer Familie im Armenviertel Rocha Pinto in der angolanischen Hauptstadt Luanda. 2001 kam sie mit Unterstützung von Spendern gemeinsam mit einem Sohn nach Deutschland, um einen Bluttest zu machen, der Antonios Vaterschaft an Schimanskys Sohn klären sollte, um dessen Opferentschädigungsrente zu sichern. Sie erhielten von der Amadeu-Antonio-Stiftung in Berlin 3600 Deutsche Mark Spendengelder. Davon wurden ihnen 800 Dollar am Bahnhof Friedrichstraße geraubt, die sie in einer Wechselstube umgetauscht hatten. Bei den durchgeführten Bluttests wurde festgestellt, dass Gabriele Schimanskys Sohn möglicherweise nicht der Sohn von Antonio ist. Ein Fernsehteam der ARD begleitete die Blutabnahme und dokumentierte das Ergebnis.
Für die Beerdigung und Instandsetzung des Grabes in Sant’Ana gab es 2011 einen weiteren Spendenaufruf, durch den Helena Alfonso 1.500 Euro übergeben werden konnten. Ob eine zugesagte finanzielle Unterstützung für die Familie, die der Eberswalder Kreistag bereits 1990 beschlossen hatte, den Angehörigen zugegangen ist, wurde 2011 untersucht. Zudem beschloss der Eberswalder Kreistag am 30. September 2011, der angolanischen Familie Antonios anlässlich des 20. Todestages 5000 Euro Unterstützungsleistung zukommen zu lassen.

## TV-Beitrag
- 1992: Film Amadeu Antonio. ZDF, 24. November 1992.[44] Berlinale, Forumfilm[45]; Deutschland 1992, 50 min; Regie: Thomas Balzer; Vertrieb: ZDF[46]